# Psydestis
Psydestis är ett släkte av skalbaggar. Psydestis ingår i familjen vivlar.
Kladogram enligt Catalogue of Life:
| Psydestis | \| \| Psydestis affluens \| \| \| \| \| \| Psydestis pictipennis \| \| \| \| |
|           | \| \| Psydestis affluens \| \| \| \| \| \| Psydestis pictipennis \| \| \| \| |
|           | Psydestis affluens                                                           |
|           |                                                                              |
|           | Psydestis pictipennis                                                        |
|           |                                                                              |